# Cross River-gorilla
Cross River-gorilla (Gorilla gorilla diehli) är en underart till den västliga gorillan och tillhör familjen hominider bland primaterna.
Underarten skiljer sig från västlig låglandsgorilla, den andra underarten av västlig gorilla, genom skillnader i skallens och tändernas konstruktion. Cross River-gorilla har smalare tänder, en smalare gom och en kortare skalle. En uppmätning som utfördes på en enskild individ tyder på att den även har kortare händer och fötter. Annars har Cross River-gorilla lika långa extremiteter som västlig låglandsgorilla.
Underarten är endemisk för gränsregionen mellan Nigeria och Kamerun och är uppkallad efter floden Cross River som flyter där. Regionen ligger ungefär 300 km nordväst om utbredningsområdet för västlig låglandsgorilla. Habitatet utgörs inte bara av slättland utan även av bergstrakter upp till 1 600 meter över havet. Det är inte mycket känt om underartens levnadssätt.
Beståndet beskrevs 1904 efter upptäckten som en självständig art (Gorilla diehli). Senare betraktades den som en population av den västliga låglandsgorillan. Efter en morfologisk undersökning som utfördes 2001 av Esteban E. Sarmiento och John F. Oates med hjälp av material från museer betraktas Cross River-gorilla idag som självständig underart till den västliga gorillan.
Hela beståndet uppskattas med 250 till 300 individer och underarten listas av IUCN som akut hotad (critically endangered). Hotet utgörs främst av levnadsområdets förstöring och av jakt. Dessutom är utbredningsområdet splittrat i mindre områden.
För att skydda arten inrättade Kamerun 2008 nationalparken Takamanda.

### Webbkällor
- Cross river gorilla av IUCN/SSC Primate Specialist Group (engelska)
- Gorillor av Primate Info Net (engelska)